# Beiral do Lima
Beiral do Lima ist eine Gemeinde (Freguesia) im nordportugiesischen Kreis Ponte de Lima der Unterregion Minho-Lima. In ihr leben 500 Einwohner (Stand 19. April 2021).